# رودلف لينداو
رودلف لينداو (بالألمانية: Rudolf August Leopold Lindau )‏ (و. 1829 – 1910 م) هو صحفي، ودبلوماسي، ومؤلف، وكاتب ألماني، ولد في غاردهليغن، توفي في باريس، عن عمر يناهز 81 عاماً.